# Matilde d'Artois (1268–1329)

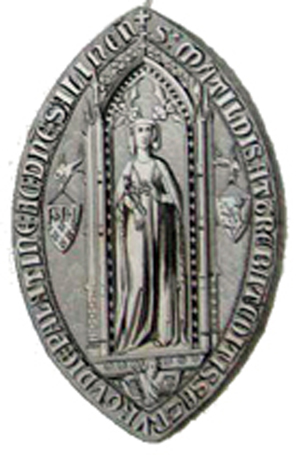
Matilde d'Artois

Matilde d'Artois (en francès: Mahaut d'Artois) (1268-París, 28 d'octubre de 1329), també coneguda com a Mathilda, va ser una noble francesa, filla única de Robert II d'Artois, comte d'Artois i Amicia de Courtenay.

## Llinatge
Els seus avis paterns van ser Robert I, comte d'Artois, i Matilde de Brabant. Els seus avis materns van ser Pere de Courtenay, senyor de Courtenay i Perronelle de Joigny.

## Germans
1. Felip d'Artois (1269-1298), casat amb Blanca de Dreux, filla de Joan II, duc de Bretanya, de qui va tenir cinc fills.
2. Robert d'Artois (n. 1271), va morir jove.

## Matrimoni i descendència
El 1291, Matilde es va casar amb Otó IV, comte de Borgonya, de qui va tenir tres fills, incloent dues filles que van contreure matrimoni amb els prínceps de França:
- Joana II (1292-1330), casada amb Felip de Poitiers, després rei Felip V,
- Blanca (1296?-1326), casada amb Carles IV de França,
- Robert (1300-1315).

A causa de la mort prematura del seu germà Felip el 1298, va heretar el comtat d'Artois a la mort del seu pare el 1302, en lloc del seu nebot Robert (la pretensió d'aquest últim a l'herència es va fonamentar en la proximitat consanguínia). Encara que ell va desafiar aquesta decisió en repetides ocasions, els drets de Matilde sobre el comtat van ser mantinguts constantment. Va ser una administradora capaç i va aconseguir derrotar moltes rebel·lions perpetrades per membres de la noblesa. El seu principal administrador va ser el bisbe de la diòcesi d'Arres, Thierry d'Hérisson. A la seva mort el 1329, el comtat, el va heretar la seva filla Joana, comtessa de Borgonya, reina vídua de Felip V de França.
Després de la mort del rei nounat Joan I de França, es va rumorejar en el regne que Matilde l'havia enverinat, ja que va manifestar un sospitós gran interès a presentar el rei als grans barons, després de la qual cosa, aqueixa mateixa nit, havent gaudit de bona salut, el rei va emmalaltir i va morir a l'alba l'endemà. A la seva mort, el comtat va ser heretat per la seva filla Joana II, comtessa de Borgonya.

## En la ficció
Matilde d'Artois és un dels personatges principals dels Reis maleïts, una sèrie de novel·les històriques escrites per Maurice Druon. Druon la descriu com l'enverinadora del rei Lluís X i el seu fill nounat, per ser al seu torn enverinada per una serventa femenina, que originàriament la va ajudar a enverinar els reis. Va ser representada per Hélène Duc en la minisèrie per a televisió de l'any 1972 i per Jeanne Moreau en el remake de l'any 2005.